# Томпсон, Тед
Тед Кларенс Томпсон (англ. Ted Clarence Thompson; 17 января 1953, Атланта, Техас — 20 января 2021, там же) — профессиональный американский футболист и спортивный функционер. Играл на позиции лайнбекера, всю профессиональную карьеру провёл в составе клуба «Хьюстон Ойлерз». С 1992 по 2020 год работал на различных должностях в клубах «Грин-Бэй Пэкерс» и «Сиэтл Сихокс». С 2005 по 2017 год был генеральным менеджером «Пэкерс», в этот период команда выиграла Супербоул XLV. В 2019 году избран в Зал славы клуба.

## Биография
Тед Томпсон родился 17 января 1953 года в Атланте в штате Техас. После окончания школы он поступил в Южный методистский университет. В течение трёх лет он выступал в составе его футбольной команды на позициях лайнбекера и кикера. В выпускной год был её капитаном. Также входил в университетскую бейсбольную команду. На драфте НФЛ 1975 года выбран не был, после чего подписал контракт с клубом «Хьюстон Ойлерз». 
В составе «Ойлерз» Томпсон выступал в течение десяти сезонов с 1975 по 1984 год, был капитаном специальных команд. Он не входил в число стартовых лайнбекеров, но за это время принял участие в 146 матчах. После окончания карьеры жил в Хьюстоне, занимался бизнесом. В 1992 году по рекомендации своего бывшего партнёра по команде Майка Рейнфелдта был нанят на должность скаута клуба «Грин-Бэй Пэкерс». Уже через год он был выдвинут на вышестоящую должность, в 1997 году занял пост директора по игровому персоналу.
С 2000 по 2004 год Томпсон был вице-президентом по футбольным операциям в «Сиэтле». Сформированный при его участии состав клуба в сезоне 2005 года вышел в Супербоул XL. Сам Томпсон в 2005 году вернулся в «Пэкерс», заняв пост генерального менеджера клуба. На своём первом драфте в этой должности он выбрал Аарона Роджерса. Спустя три года Томпсон обменял квотербека Бретта Фарва в «Нью-Йорк Джетс», а Роджерс занял место в стартовом составе. Среди других задрафтованных им игроков, сыгравших важную роль в истории команды, принимающие Грег Дженнингс и Джорди Нелсон, кикер Мейсон Кросби, лайнбекер Клей Мэттьюз, линейные нападения Ти Джей Лэнг и Дэвид Бактиари. За тринадцать лет его работы на посту генерального менеджера «Пэкерс» выиграли 125 матчей, проиграли 82 и один раз сыграли вничью. Команда девять раз выходила в плей-офф, четырежды играла в финале НФК и обыграла «Питтсбург Стилерз» в Супербоуле XLV. Из 53 игроков команды, игравшей в Супербоуле, 49 появилось при участии Томпсона. Дважды, в 2007 и 2011 годах, журнал Sporting News признавал его лучшим руководителем в НФЛ.
После окончания сезона 2017 года Томпсон покинул пост генерального менеджера по состоянию здоровья. После этого выполнял в «Пэкерс» функции советника. В 2019 году ему диагностировали вегетативное расстройство нервной системы. В том же году его избрали в клубный Зал славы. Скончался Тед Томпсон 21 января 2021 года в возрасте 68 лет.